# Wenn man baden geht auf Teneriffa
Wenn man baden geht auf Teneriffa («Si vas a nadar en Tenerife» en español) es una película de comedia de Alemania Occidental de 1964 dirigida por Helmuth M. Backhaus y protagonizada por Geneviève Cluny, Peter Kraus y Gunnar Möller.
Los decorados de la película fueron diseñados por el director artístico Johannes Ott. Se rodó en locaciones de Múnich y Gran Canaria en las Canarias.

## Sinopsis
Con el permiso de sus padres, seis estudiantes de secundaria, liderados por el estudiante Tom, van juntos de vacaciones a Tenerife, bajo la atenta mirada de su compañera de viaje Jutta Wilke, que aloja al grupo en el Hotel Fiesta después del vuelo. Poco después de su llegada, el piloto Jens Thomas le anuncia a la asombrada Jutta que la agencia de viajes lleva mucho tiempo sin pagar diversas tasas y que, por tanto, su avión ha sido confiscado. Pedro, el gerente del hotel, nunca recibió el dinero que los graduados del bachillerato pagaron a la agencia de viajes, por lo que quiere dejar ir a sus huéspedes al día siguiente. Sin embargo, dado que el personal de Pedro renunció debido a la falta de pago de salarios, Pedro contrata a los jóvenes como nuevo personal.
La dirección del hotel presenta grandes dificultades a Tom, Fritz, Christa y los demás y pronto el último huésped cancela su habitación. Sólo queda Tristan Wenzel, que ya había recibido al grupo en el aeropuerto de Alemania. Los jóvenes ven la única posibilidad de salvar el hotel de la ruina en traer a su hotel al rey hotelero Varnhagen, que se espera en la isla, ya que la celebridad estimula los negocios. Tom, que debía encontrarse con Varnhagen en el aeropuerto, lo pierde, pero se encuentra con su hija Bessy, cuyo vestido rasga y que, por lo tanto, acude al hotel para que lo reparen. Frente a Tom, Bessy finge ser una estudiante y que llegó sola a la isla. Mientras tanto, Varnhagen conoce a Jutta, quien rechaza sus insinuaciones. Mientras Bessy va una noche en secreto al hotel para asistir a un concierto juvenil, Varnhagen también está allí para cortejar a Jutta con flores. Lo confunden con un invitado y lo entretienen y, después de algunos contratiempos, como verduras demasiado saladas con demasiado vinagre, finalmente queda satisfecho con el servicio. Las cosas se complican cuando Tom, que ahora se ha vuelto más cercano a Bessy, la ve en la ciudad con Varnhagen y cree que los dos son pareja en vez de padre e hija. Jutta pronto también cree que Varnhagen y Bessy son pareja.
Tristan Wenzel resulta ser un probador de hoteles y sugiere que Varnhagen compre el Hotel Fiesta. Varnhagen compra el hotel y organiza una gran fiesta que Wenzel anuncia en la isla. Cuando Jens Thomas, que ya conoció a Bruni, anuncia a los jóvenes que el avión ha sido liberado y que todos pueden partir el mismo día, Wenzel se une a Bruni y ambos se esconden. Jutta cancela el viaje a casa y regresa al hotel con los demás jóvenes tras una larga búsqueda. Numerosos invitados ya se han reunido allí para la celebración organizada por Varnhagen y todos los veraneantes volverán a formar parte del personal del hotel por la noche. Varnhagen anuncia que en el futuro dejará la dirección del hotel a su hija Bessy. Los jóvenes, a su vez, obtienen derecho a vacaciones gratuitas durante toda su vida en el hotel. Varnhagen confiesa su amor por Jutta. Tom y Bessy se convierten en pareja, Jens y Bruni se encuentran y los demás jóvenes también se encuentran al final.

## Reparto
- Geneviève Cluny como Jutta.
- Peter Kraus como Tom.
- Gunnar Möller como Jens.
- Corny Collins como Christa.
- Richard Häussler como Erik Varnhagen.
- Ursula Oberst como Bessy.
- Helga Lehner como Bruni
- Heinz Erhardt como Tristan Wentzel.
- Loni Heuser como la madre de Christa.
- Karin Heske
- Hannes Stütz
- Ralph Persson
- Hans Elwenspoek
- Rolf Castell
- Horst Pasderski
- Katrin Teleky